# Dinera miranda
Dinera miranda är en tvåvingeart som först beskrevs av Louis-Paul Mesnil 1963.  Dinera miranda ingår i släktet Dinera och familjen parasitflugor. Inga underarter finns listade i Catalogue of Life.